# ウラのウラまで浦川です
『ウラのウラまで浦川です』（ウラのウラまでうらかわです）は、朝日放送ラジオ（ABCラジオ）で2020年10月5日から毎週月曜日 - 木曜日の夕方（15:00以降）に放送中の生ワイド番組。朝日放送テレビアナウンサー・浦川泰幸の冠番組で、放送時間や番組構成は月曜日と他曜日で異なる（詳細後述）。愛称は『ウラウラ』。
当ページでは、朝日放送テレビが2023年4月3日から毎週月・火・水曜日の9:55 - 10:25にレギュラーで編成する関西ローカル向けの派生番組『浦川&ナジャのウラのウラまで失礼します』（うらかわ&ナジャのウラのウラまでしつれいします）についても述べる。

## 概要
2010年4月5日から10年半にわたって放送されてきた『武田和歌子のぴたっと。』（浦川の後輩アナウンサー・武田和歌子の冠番組）の最終放送枠を継承したうえで、2019年4月5日から『浦川泰幸の金曜はウラから失礼』（旧『ぴたっと。』の金曜枠）を担当していた浦川をパーソナリティに起用。浦川は2015年3月30日から2017年12月28日まで平日の夕方に『キャスト』（朝日放送テレビの関西ローカル向け報道・情報番組）でメインキャスターを務めていたが、朝日放送ラジオで生放送の帯番組にレギュラーで出演するのは、1995年に旧・朝日放送（現在の朝日放送グループホールディングス）に入社して以来初めてである。
当番組では、『金曜はウラから失礼』で放送していた企画の一部を、曜日別の企画として継承。火 - 木曜日の17:30頃に10分前後放送する「ABC天気予報」（朝日放送グループと契約する気象予報士が出演）を「日本のラジオ番組では最も長い天気予報」と称するなど、天気予報と道路交通情報（「ABC交通情報」）の放送枠を、通常の生ワイド番組より長めに確保している。日本道路交通情報センターの職員が中継で出演する「ABC交通情報」で職員が浦川のリクエストに応じながら補足情報（浦川が注目したエリアの交通情報）を交えたり、「ABC天気予報」担当の気象予報士から浦川がプライベートに関する情報まで聞き出したりするなど、進行用の台本から逸脱したやり取りが頻繁に展開されていることも特徴。その一方で、火曜日には、他局のアナウンサーが電話で出演する企画を『ぴたっと。』から引き継いでいる。
なお、当番組を開始した2020年10月5日には、朝日放送ラジオで複数の番組（当番組や『柴田博のほたるまち旅行社』）の制作に携わるフリーランスのディレクター1名に新型コロナウイルス（COVID-19）への感染が確認された。ディレクターは10月2日まで同局の業務に携わった後に、翌3日から体調を崩していた。もっとも、担当番組の出演者や他のスタッフの中に濃厚接触者がいないことを5日までに管轄の保健所から判定されていたため、当番組のスタートに影響はなかった。
その一方で、2020年12月17日に三才ブックスから刊行された「必聴ラジオ2021」では、 当番組の聴取を読者に勧める記事をやきそばかおる（日本全国のラジオ番組の事情に詳しいコラムニスト）が執筆。浦川へのロングインタビューも掲載されている。

## 放送時間

### 現在（2021年9月27日以降）
- 毎週月曜日　15:00  - 17:25
- 毎週火 - 木曜日 15:00 - 17:45
  - プロ野球シーズン中の放送では、『武田和歌子のぴたっと。』『浦川泰幸の金曜はウラから失礼』に続いて、「タイガースヘッドライン」（『ABCフレッシュアップベースボール』ナイトゲーム中継の前座コーナー）を17時台の後半に組み込む。

### 過去
番組開始から2021年9月22日（水曜日）までの火 - 木曜日までは、17:00 - 17:15の時間帯に以下の事前収録番組を編成していた関係で、『ぴたっと。』と同じく2部構成で放送。浦川と後述する曜日別パートナーは、この時間帯を休憩に充てていた。
- 第1部　15:00 - 17:00
- 17:00-17:10（月曜以外の曜日にフロート番組を編成）
  - 17:00 - 17:10
    - 火曜日：桑原征平の快適生活ラジオショッピング
    - 水曜日：征平・あさおのどす恋ラジオ
    - 木曜日：高野あさおの快適生活ラジオショッピング

  - 17:10 - 17:15
    - 火 - 木曜日：『大野雄一郎のとっておき情報』[注 2]（出演：朝日放送テレビアナウンサー・大野雄一郎、松山薫）

  - 上記の番組のうち、『どす恋ラジオ』と『とっておき情報』シリーズは2021年9月第4週で終了。翌週（9月28日）からは、当番組全編の放送時間を15:00 - 17:45に変更したうえで、2部構成を解消した。なお、全編の放送終了時間を17:45まで繰り上げたことに伴って、17:45 - 17:55にラジオショッピング番組枠を新設。『快適生活ラジオショッピング』を火・木曜分ともこの枠へ移動させるとともに、水曜日には『イマドキショッピング!』を新たに編成している。
- 第2部　17:15 - 17:55
  - 日本国内におけるCOVID-19感染拡大の影響で2020年7月から1年間延期されていた2020東京オリンピックの開催期間（2021年7月23日 - 8月8日）および直前には、以下の民放ラジオ統一番組（いずれも事前収録）を単独番組として当番組の直後に編成する関係で、当番組の放送時間を短縮した。
    - 7月12日・19日（いずれも月曜日）15:00 - 17:22（『直前!東京2020オリンピック情報』の夕方放送分[注 3]を17:22 - 17:25に編成）
    - 7月13日 - 15日（火 - 木曜日）15:00 - 17:00および17:15 - 17:52（『直前!東京2020オリンピック情報』の夕方放送分を17:52 - 17:55に編成、NPBのレギュラーシーズンは7月15日から8月12日まで中断）
    - 7月20日 - 22日（火 - 木曜日）15:00 - 17:00および17:15 - 17:57（『直前!東京2020オリンピック情報』の夕方放送分を17:57 - 18:00に編成、『ABCフレッシュアップベースボール』のナイトゲーム基本放送枠では18:00から自社制作の特別番組を日替わりで生放送）
    - 7月26日・8月3日（いずれも月曜日）15:00 - 17:22（『東京2020オリンピックハイライト』の夕方放送分[注 4]を17:22 - 17:25に編成）
    - 7月27日 - 29日および8月3日 - 5日（火 - 木曜日）15:00 - 17:00および17:15 - 17:50（『東京2020オリンピックハイライト』の夕方放送分を17:50 - 18:00に編成、18:00以降の編成については前述）

### プロ野球・高校野球中継の放送枠拡大に伴う対応
放送日が祝日で、朝日放送ラジオが阪神タイガースのデーゲームを『ABCフレッシュアップベースボール』として中継する場合には、浦川の単独出演で中継の終了直後から17:55までの短縮放送を実施。デーゲームの展開によって中継を延長する場合には、当番組の放送時間が10分間にまで短縮されることもあるが、「タイガースヘッドライン」は必ず放送する。
2021年のNPB（日本プロ野球）では、前年の初頭から日本国内で感染が拡大しているCOVID-19の蔓延防止措置の一環として、全日程発表の時点で試合開始時間を18:00に設定していたナイトゲームを17:30（または17:45）から開始する事例が相次いでいる。このような試合を『ABCフレッシュアップベースボール』で中継する場合には、繰り上げ後の試合開始時間に応じて当番組を短縮したうえで、試合開始の5分前に終了していた。

### 全国高校野球選手権大会期間中の対応
全国高等学校野球選手権大会の期間中（8月上 - 中旬）には、朝日放送がテレビ・ラジオを通じて全試合を中継するため、基本として当番組を休止。中継対象の試合が17:55までに終了しない場合には、『ABCフレッシュアップベースボール』ナイトゲーム（阪神戦）中継などとの兼ね合いから、当該試合の中継を展開に関係なく17:55で終了する。
その一方で、予定されていた試合の中止が決まった場合には、『ウラのウラまで浦川です番外編～ザ・ゴールデンエイジ～』（浦川の単独出演による雨傘番組）を当番組の時間帯に放送する（最初の実例は2021年8月9日＝月曜日）。
2024年以降は夏の甲子園大会としては初めての熱中症対策による2部制が一部行われることになったため、8月7日は15時台、8日は15-16時台のみ通常通り生放送された（雨天中止の場合はフルバージョン）。2025年は8月5日は15時台、8月6日は13時50分・7日は13時から繰り上げて生放送された。

## 出演者

### パーソナリティ
- 浦川泰幸（朝日放送テレビアナウンサー）
  - 放送開始前の2020年9月16日に、朝日放送グループの同年10月改編発表会見へ出席。ラジオの魅力について、「ラジオはしゃべりだけで（情報を）お伝えでき、いくらでも話を広げることができる。テレビは10伝えたいことを2、1に絞り込んでいく難しい作業。ラジオは1しゃべりたいことを9、10で説明する。面倒くさいメディアではありますが、自分の表現ができることはありがたいこと」と述べた[4]。
  - 他のラジオ番組では「リスナー」と表現されがちな聴取者の呼称を、あえて「お客様」に統一している。当番組の放送開始後も同居している実母がかつて喫茶店を営んでいたことや、「『マスコミって偉いでしょ?』という（傲岸不遜な）立ち位置を感じさせるような言葉が嫌いなので、テレビ・ラジオを問わず、自分の出演する番組では『視聴者』『聴取者』『リスナー』という言葉を使いたくない」というポリシーを朝日放送への入社前（学生時代）から貫いていることなどによる[7]。
  - 『金曜はウラから失礼』の開始前（2018年4月8日）から担当していた『全力投球!!妹尾和夫です。サンデー』内でのニュース解説については、当番組の開始後も最終回（2021年9月26日）まで続けていた。

### パートナー（2025年3月31日 - ）
- 月曜日：熊谷奈美、中西正男
  - 中西は番組開始当初からの木曜パートナーで、2024年4月1日から月曜パートナーを兼務。月曜日は、午前11時台に『松井愛のすこ〜し愛して♥』（MBSラジオの生ワイド番組）にも出演しており、当日は同番組の生放送終了後にABCに移動して、当番組の生放送に臨んでいる。また、この日以降、隔週ではあるが当番組の生放送終了後には同じABCラジオで毎週日曜日の23:00 - 23:30に放送されており、ケツカッチンの高山トモヒロ・ILHWAと出演している「高山トモヒロのオトナの部室」のラジオ収録にも臨んでいる。
- 火曜日：杉本彩
- 水曜日：角田龍平（弁護士、2023年3月29日 - ）、みながわ（ネイビーズアフロ）〈隔週〉、北村敏輝（丸亀じゃんご、2024年4月3日- ）〈隔週〉
- 木曜日：塩田えみ、中西正男
  - 塩田は『金曜はウラから失礼』から続役。ナジャがCOVID-19への感染で休演していた期間には、火曜日でもパートナーを務めていた。
  - 中西は、浦川が『おはよう朝日です』（朝日放送テレビ）平日版の総合司会を務めていた時期の月 - 木曜日に、同番組で共演していた[注 7]。

### 過去の出演者
- 亀石倫子（弁護士、水曜パートナー、2020年10月7日 - 2023年3月22日）
  - 出演期間中のオープニングでは、浦川と共にタイトルコールを任されていた。
  - 「大崎事件の被疑者」としての逮捕・収監を経て再審を請求している高齢女性の弁護団へ参加していることを背景に、出演期間中には折に触れて、この事件や志布志事件（いずれも鹿児島県で発生）などにおける事件の捜査・取り調べ手法、司法判断の問題点を16時台の自身のコーナーで指摘していた。弁護・支援活動を含めた弁護士としての職務へ専念することを理由に、2023年3月22日の放送をもって卒業した。なお翌週（29日放送分）からは、同業の角田が亀石の役割を引き継いでいる。
  - レギュラー出演を終了してからも、「ABCラジオ スペシャルAREウィーク」期間中の2023年12月6日（水曜日）放送分に、ゲストとして16時台からエンディングまで出演した。
- 浜田順平（カベポスター、水曜パートナー、2020年10月7日 - 2024年3月20日）
  - みながわ（ネイビーズアフロ）と交互に隔週で出演していたが、2024年3月20日放送分で卒業。自身に代わって、丸亀じゃんごの北村が4月3日放送分から出演を開始した。
    - ラジオ大阪アナウンサーの和田麻実子（カベポスターがパートナーを務める火曜日ランチタイムの生ワイド番組『OBCグッドアフタヌーン!和田麻実子のみみよりだんご』のパーソナリティ）が当番組を愛聴していることを担当番組などで公言していることから、浦川は2022年6月28日の当番組本番前（12時台後半）に「浜田!みみアツ!むねアツ!」（浜田を中心に進行する『みみよりだんご』内のコーナー）へサプライズゲストとして登場した。ちなみに、『みみよりだんご』は同年4月1日から月曜日のランチタイムにも放送されていて、ネイビーズアフロ（みながわと相方のはじり）が月曜分のパートナーに起用されている。
- 珠久美穂子（月曜パートナー、2020年10月5日 - 2025年3月24日）
  - 浦川とは当番組での共演前にも2001年10月から2006年3月までの4年半に渡り、毎週土曜日に『ABCミュージックパラダイス』で共演していた。このような経緯から、同番組のレギュラー放送再開（2021年10月改編）に際しては、水曜放送分の第1回（9月29日）で浦川・第2回（10月6日）で珠久が北村真平（浦川の後輩アナウンサーで本来のパーソナリティ）のパートナーを務めた[注 8]。2025年4月の改編に伴い同年3月24日の放送をもって卒業。
- ナジャ・グランディーバ（火曜パートナー、2020年10月6日 - 2025年3月25日）
  - 2021年6月8日（火曜日）の当番組出演後に発熱したことがきっかけで、同日の深夜にPCR検査を受診したところ、翌9日にCOVID-19へ罹患していることが判明した。8日の放送に立ち会っていた浦川やスタッフに二次感染者や濃厚接触者はいなかった[8]が、ナジャ自身は7月6日放送分まで休演した。当番組では、休演期間中の6月10日（木曜日）放送分から、浦川が出演するスタジオとパートナーが出演するスタジオを分けるなどの措置を暫定的に講じていた。
  - 2025年4月の改編に伴い同年3月25日の放送をもって卒業。これにより前番組の『ぴたっと。』から11年半に渡り出演したABCラジオのワイド番組への出演を終了した。後述のテレビの派生番組への出演については同年7月6日放送分以降も引き続き出演する。

## 実施中の番組コーナー（2025年3月31日 - ）

### 全曜日共通
- 「今日のトピック ウラまで読ませて」
  - 放送当日の新聞から浦川が気になったニュースを1つか2つほどピックアップして紹介するコーナー。基本的には夕刊からピックアップしているが祝日の放送に関しては夕刊が休刊のため朝刊からピックアップする。

### 月曜日
- 「アタック日本語」
  - 日本新聞協会の用語委員をしていた浦川が日本語に関する質問に答えるコーナー。コーナー名は浦川が2011年4月から2015年3月まで司会として出演した『パネルクイズ アタック25』をもじったもの。
- 「クイズ$マサオネア〜!」
  - 2024年4月1日開始。毎週1曲、100万枚以上売り上げた、いわゆる「ミリオンヒット・ナンバー」を当てるコーナー。2024年4月15日放送分までは「クイズ$ウラオネア〜!」というタイトルで実施しており浦川・珠久・中西の3人が交代で出題していたが、翌週（4月22日）放送分からは中西が出題者に固定されたためコーナー名が変更された。コーナー名はかつてフジテレビ系列で放送されていた「クイズ$ミリオネア」をもじったもの。
- 「一杯やりませんか」
  - お酒が大好きな浦川・熊谷・中西の3人がスーパーの広告を見ながら、アテになりそうな料理を考えるコーナー。

### 火曜日
- 「電話でいい夢・旅気分」
  - 日本各地のすべての放送局のアナウンサーと電話を繋いで、ご当地情報を伺うコーナー。コーナー名はかつてテレビ東京で放送されていた「いい旅・夢気分」のパロディであり、また、当コーナーはかつて浦川がパーソナリティを努め、2008年7月13日から2010年3月21日まで放送されていた『サンデーミュージックアワー 浦川泰幸の気分はトレンディ!』でも実施されていたが当時とは内容が大きく異なっている。
- 「ファミリーのヒストリー」
  - 家族のエピソードとともに、リスナーからのリクエスト曲を流す初となるハートフルコーナー。
- 「あや姉の辛口相談所」
  - 日々色々な事に悩み、苦しむリスナーからの"叱ってほしいお悩み"に、杉本が辛口に答えていくコーナー。
- 「決定！ウラスタンダード」
  - 誰にも教わっていないけど、何となくやっているスタンダードをみんなで決定していくコーナー。
- 「浦川泰幸のグルメ耳よりなんよ」
  - 阪神百貨店梅田本店の食品売り場からの耳より情報をお届けするコーナー。コーナー名はラジオ大阪で放送されており、水曜隔週パートナーであるみながわ（ネイビーズアフロ）が相方のはじりとコンビで出演している「和田麻実子のみみよりだんご」のパロディ。

### 水曜日
- 「話のタネを蒔きましょう!」
  - 水曜隔週パートナーのみながわと北村が夜に話のタネにしてほしいことを紹介するコーナー。
- 「角田龍平のまあまあ、落ち着いて」
  - 角田が新水曜パートナーとなった2023年3月29日から開始。角田に色々な話を聞くコーナー。
- 「このネーミング!?どっちがみながわでSHOW!」
  - みながわ出演週のみ実施。みながわが考えたネーミングがどちらなのかを当てるコーナー。みながわが考えたという設定になっているが、実際は番組スタッフが考えていることを浦川によって明かされている。
- 「水曜!歌謡ショー!どっちが北村でSHOW!」
  - 北村が加入した2024年4月3日から開始。北村出演週のみ実施。昭和歌謡のタイトルのうち、北村が考えたタイトルはどちらなのかを予想するコーナー。もう一方は実際にあるタイトルとなっている。北村が考えたという設定になっているが実際は当番組の構成作家が考えているということを浦川によって明かされている。また、昭和歌謡のタイトル発表時にはテレビ朝日系列でレギュラー放送されていた田宮二郎司会時代の『クイズタイムショック』の効果音が使用されているため浦川が「クイズタイムショック!」とコールし、それに対して角田・北村がツッコミを入れるのがお約束となっている。

### 木曜日
- 「塩田えみの闘魂注入!前向きソング!」
  - 聴いたらとりあえず前向きになれる曲や元気になる曲を塩田がセレクトして流すコーナー。
- 「中西正男の業界!しょーみの話!」
  - 芸能界のウラのウラまで知り尽くしている中西がしょーみの話をするコーナー。
- 「みんな人間だもの」
  - 『金曜はウラから失礼』時代から継続されているコーナー。「妬み・嫉み・僻みといった胸の内」や「許せない奴に対し心の中で思ってしまった事」をリスナーから募集し、浦川・塩田・中西の3人と共に素直に懺悔するコーナーで浦川・塩田・中西の3人もコーナーの最初に毎週交代で披露する。また、不定期に「供養祭」として、リスナーから寄せられたメッセージのうち、「コーナーの趣旨に沿っていないもの」をいくつか紹介して供養することもある。（供養祭で読まれた人には番組グッズは贈られない）
- 「イニシャルクイズ!教えて!正男ちゃん!」
  - 中西がとある芸能人のエピソードを語り、その芸能人のイニシャルだけをヒントにそれが誰のエピソードなのかを予想するコーナー。

## かつて実施していた日替わりコーナー

### 月曜日
- 「B'zや～!」
  - 『金曜はウラから失礼』から継続されたコーナー。B'zファンの浦川と珠久が、B'zファンのリスナーと一緒に作り上げ、B'zの曲をご紹介するコーナー。2024年3月25日の放送をもって終了。
- 「こっちが元祖!ABCミュージックパラダイス～!」
  - 浦川と珠久が2001年10月から2006年3月まで共演していた伝説の音楽番組『ABCミュージックパラダイス』を復刻したコーナーで当時のヒット曲を振り返り、懐かしみながら盛り上がるコーナー。2024年3月25日の放送をもって終了。
- 「back to the テレビ欄」
  - 2024年4月1日開始。ラテ欄マニアの浦川が昔のテレビ欄を見ながら、当時、どんなテレビが放送させていて、どんな話題が取り上げられていたのかを紹介し、勝手に盛り上げていくコーナー。珠久の卒業に伴い、2025年3月24日放送分で終了。

### 火曜日
- 「グッときた？リクエスト」
  - リスナーから届いたメールの中から2つ紹介しグッときたリクエストに浦川とナジャが応えるコーナー。ナジャの卒業に伴い2025年3月25日の放送をもって終了。
- 「このイェー!誰のイェー!」
  - とある曲の「イェー!」という部分だけを聞いて誰が歌っているかを当てるコーナー。「グッときた？リクエスト」同様、ナジャの卒業に伴い2025年3月25日の放送をもって終了。

### 水曜日
- 「亀石弁護士事務所です」
  - 法律をはじめ、弁護士に関するいろんなことを亀石に話を聞くコーナー。亀石の卒業に伴い2023年3月22日の放送をもって終了。
- 「〇〇か浜田か⁉︎どっちが浜田でSHOW!」
  - 浜田出演週に実施。とある有名人の名言とカベポスターの浜田が考えた名言を紹介し、浜田が考えた名言はどっちかを当てるコーナー。浜田の卒業に伴い2024年3月20日の放送をもって終了。

## 備考
- 開始の当初から朝日放送ラジオ本社内の第3スタジオを使用しているが、2024年2月1日（木曜日）以降の放送では、このスタジオを「ジテシラProjectスタジオ」と呼称。また、「この番組は『ジテシラProjectスタジオ』からお送りします（しました）」という提供クレジット風のアナウンス（番組スタッフの声で事前に収録した音源）を番組の序盤と終盤に流している。
  - 「ジテシラProject」とは、大阪府内における自転車保険への加入率・自転車乗車時のヘルメット着用率の向上を目的に、「大阪府自転車安全利用推進委員会」（朝日放送ラジオが大阪府・オージーケーカブト・au損害保険・あさひと共同で2024年2月1日に発足）が同日から2026年7月まで展開している啓発プロジェクト。プロジェクトの正式名称に「世界一長い」とされる458文字（539語）を費やしていることから、一般向けの啓発活動では、「自転車ルールの『知らんけど』を無くそう」というニュアンスを込めて「ジテシラProject」という略称を使用している[9]。
- 2023年度日本民間放送連盟賞の近畿地区選考会で、ラジオ生ワイド番組部門の1位に選ばれた。前述した「大崎事件」における通算4度目の再審請求に対して、鹿児島地方裁判所がこの請求を棄却する決定を出した日（2022年6月22日＝水曜日）の放送内容が高く評価されたことによる。この日の放送では、当時の水曜パートナーでもあった亀石が東京から電話で出演することが決まっていたため、みながわが初めてメイン格のパートナーを第3スタジオで務めていた[10]。
- 2024年1月16日（火曜日）には、サマンサ・アナンサ（ナジャと親交の深いドラァグクイーン）が、当番組のオープニングから急遽出演した。「朝日放送の本社に用事があった」というサマンサが、日時を間違えて本社へ来てしまったことによる。サマンサは2023年度下半期（2023年10月 - 2024年3月）の水曜日に朝日放送ラジオの『UP ↑↑』（アップ：火 - 木曜日の18:00 - 21:00に編成されている生ワイド番組）で塚本麻里衣（パーソナリティで浦川の後輩アナウンサー）のパートナーを務めているが、本人は当番組への出演に際して「自分が日時を間違えた用事は『UP↑↑』と無関係」と弁明していた。

## 朝日放送ラジオでの特別編成・特別番組
- 当番組の開始直後（2021年10月31日）に執行された第49回衆議院議員総選挙および、2022年7月10日に執行された第26回参議院議員通常選挙では、執行日の深夜に朝日放送ラジオの制作・朝日新聞社の協力で放送する関西ローカル向けの開票特別番組を「当番組からの派生番組」として編成していた。
  - 第49回衆議院議員総選挙の執行日には、『浦川泰幸のウラのウラまで選挙です』を2部構成で生放送。第1部（19:59 - 20:30）には浦川・横山太一（後輩アナウンサー）・小谷渉子（南海放送の出身でSAY所属のフリーアナウンサー）[注 9]、第2部（24:00 - 25:30＝翌11月1日の0:00 - 1:30）には浦川・亀石[注 10]・浜田が出演している。ちなみに、第1部のオープニングでは、中西の声で事前に収録したカウントダウンの音源を流す趣向を施していた[注 11]。
  - 第26回参議院議員通常選挙の執行日には、浦川・亀石・みながわの出演による『ウラのウラまで選挙です』を、当日の24:00（翌11日の0:00）から1時間にわたって放送している。
    - 朝日放送ラジオでは当日の17:55以降に神宮球場から東京ヤクルトスワローズ対阪神タイガース戦の完全中継（文化放送が全国放送の「NRNナイター」として裏送り方式で制作）を予定していたため、当該試合の展開によっては、「スポンサー付きの事前収録番組を日曜日の22時台以降に数本編成している」という事情から『ウラのウラまで選挙です』の放送枠を繰り下げる可能性があった。実際には、ヤクルトの一軍に帯同している選手・首脳陣から24名が新型コロナウイルスに感染していることが当日の午前中に確認されたため、試合の開催を急遽取り消し。この決定によって、文化放送が上記の中継に代わって『SET UP!!』（雨傘番組）の裏送りを18:00 - 21:00に実施したものの、『ウラのウラまで選挙です』は24:00から放送された。
- 2022年のレギュラー放送初回（1月3日＝月曜日）には、放送枠を14:00 - 17:25に拡大。14時台については、『第98回 東京箱根間往復大学駅伝競走 実況中継・復路』中継（文化放送制作）の同時ネットを直前まで実施することにちなんで、『ウラのウラまで浦川です〜人生の復路が見えませんスペシャル〜』というタイトルの特別番組として編成。
  - 番組内では、同時間帯に放送中のRSKラジオ『あもーれ!マッタリーノ』と相互に繋いで放送した。
- 2022年11月13日（日曜日）に万博記念公園で開催された「ABCラジオまつり2022」にて、珠久[注 12]を除くレギュラー陣によるトークショー『「ウラのウラまで浦川です」の"ウラのウラ"まで』が行なわれた（オフエア）。
- 2023年のレギュラー放送初回（1月3日＝火曜日）には、放送枠を14:00 - 17:45に拡大。15時以降は通常通りの生放送を行うが、14時台については、事前収録の形で『ウラのウラまで浦川です新春占いSP～ボクのタスキは誰が受けとるの！？～』というタイトルの特別番組を編成。
  - 14時台に、各曜日のパートナーは出演しない。
  - （2022年のレギュラー放送初回に続いて出演する）占い師のアポロン山崎が、浦川を含めたこの番組の出演者全員の2023年の運勢を占う、という特別企画。

## 朝日放送テレビでの派生番組『浦川&ナジャのウラのウラまで失礼します』
「浦川とナジャが『世の中の流行』『人気商品』『注目スポット』などを覗き見る」という趣旨でロケを実施している番組で、「ABCミッケ」（朝日放送グループが運営する通信販売サイト）と連動したスタジオ収録の「ショッピングコーナー」を内包。通称は『ウラナジャ』で、2022年7月26日（火曜日）の当番組本番直前（13:49 - 14:48）と、2023年2月11日（土曜日・建国記念の日）の13:28 - 14:30に特別番組として放送された。
2023年には、4月3日から12月26日まで、特別編成の実施日（全国高等学校野球選手権大会中や年末年始など）を除く毎週月 - 水曜日の9:55 - 10:25にレギュラーで放送。編成上は『せのぶら本舗』（妹尾和夫がMCを務めるテレビショッピング番組）の放送枠を引き継いでいて、商品のプレゼンター（梅山茜・川岸ゆか・すぎもとみさき・安堂サオリ）も全員続投した一方で、桂紗綾（浦川の後輩アナウンサー）をロケパート・かわたそのこをショッピングコーナーのナレーターに起用している。ショッピングコーナーについては、川崎美千江（『おはよう朝日です』の平日版で浦川の総合司会時代を含めてリポーターを長年担当）が浦川とのコンビで進行するが、ナジャは基本として登場しない。
なお、朝日放送テレビでは2024年に入ってから、『せのぶら本舗』を上記の日時に再び放送。『ウラナジャ』については、「特別番組」扱いでの不定期放送に戻しているが、2025年4月のラジオの改編により同年3月25日の放送をもってナジャはラジオ版を卒業したが当番組の出演については同年7月6日放送以降も継続する。